# 吴洪相
吴洪相（1956年6月—），宁夏中宁人。中国共产党党员。华北水电学院（现华北水利水电大学）水利系农田水利专业毕业，大学学历。历任宁夏农学院教师、团委书记；宁夏回族自治区水利厅副处长、处长、副厅长、党委副书记；宁夏农林科学院党委书记、院长等职。2007年4月任宁夏回族自治区水利厅党委书记、厅长。